# Трговище (Хорватія)
46°06′ пн. ш. 16°13′ сх. д. / 46.10° пн. ш. 16.21° сх. д.
Трго́вище (хорв. Trgovišće) — населений пункт у Хорватії, в Крапинсько-Загорській жупанії у складі громади Хращина.

## Населення
Населення за даними перепису 2011 року становило 69 осіб.
Динаміка чисельності населення поселення:

## Клімат
Середня річна температура становить 10,04 °C, середня максимальна – 24,03 °C, а середня мінімальна – -6,18 °C. Середня річна кількість опадів – 914 мм.
| Клімат поселення                              | Клімат поселення | Клімат поселення | Клімат поселення | Клімат поселення | Клімат поселення | Клімат поселення | Клімат поселення | Клімат поселення | Клімат поселення | Клімат поселення | Клімат поселення | Клімат поселення | Клімат поселення |
| Показник                                      | Січ.             | Лют.             | Бер.             | Квіт.            | Трав.            | Черв.            | Лип.             | Серп.            | Вер.             | Жовт.            | Лист.            | Груд.            |                  |
| Середній максимум, °C                         | 5,70             | 7,64             | 11,94            | 16,09            | 20,98            | 24,03            | 23,58            | 23,04            | 19,11            | 14,04            | 8,43             | 4,45             |                  |
| Середня температура, °C                       | −0,25            | 1,72             | 5,99             | 10,15            | 15,05            | 18,09            | 19,78            | 19,24            | 15,30            | 10,22            | 4,62             | 0,64             |                  |
| Середній мінімум, °C                          | −6,18            | −4,25            | 0,07             | 4,22             | 9,10             | 12,16            | 15,95            | 15,42            | 11,49            | 6,40             | 0,79             | −3,19            |                  |
| Норма опадів, мм                              | 46               | 48               | 61               | 70               | 79               | 105              | 88               | 93               | 87               | 87               | 86               | 64               |                  |
| Середньомісячна швидкість вітру, м/с          | 1.92             | 2.14             | 2.50             | 2.46             | 2.31             | 2.06             | 2.00             | 1.81             | 1.82             | 1.91             | 2.02             | 2.01             |                  |
| Середньомісячна сонячна радіація, кДж/м²·день | 4072             | 6808             | 10498            | 14876            | 18955            | 20826            | 21579            | 18664            | 13898            | 8703             | 4557             | 3282             |                  |
| --------------------------------------------- | ---------------- | ---------------- | ---------------- | ---------------- | ---------------- | ---------------- | ---------------- | ---------------- | ---------------- | ---------------- | ---------------- | ---------------- | ---------------- |
| Джерело:                                      |                  |                  |                  |                  |                  |                  |                  |                  |                  |                  |                  |                  |                  |